# 金锡鬯
金錫鬯（?—?），字秬和，号辔庭，浙江桐鄉人，清朝官員。
金德舆是其舅父。嘉庆辛酉（1801年）拔贡，嘉庆戊辰举人，“以校录《会典》议叙，选授广恩平令”，道光间任澳门同知，在澳門四年，政绩卓著。官至广东嘉应府知府。有子金鹤清。著有《说文引经考》、《澹复斋诗文集》、《收藏古泉述记》、《公余自省录》等。